# Weeekly
Weeekly (Hangul: 위클리)  là một nhóm nhạc nữ Hàn Quốc do IST Entertainment (trước đây là Play M Entertainment) quản lý. Weeekly bao gồm 6 thành viên: Lee Soojin, Monday, Park Soeun, Lee Jaehee, Jihan và Zoa sau khi Shin Jiyoon rời nhóm vì vấn đề sức khỏe.  Nhóm đã ra mắt vào ngày 30 tháng 6 năm 2020 với đĩa đơn đầu tay, We Are. Nhóm là nhóm nhạc nữ thứ hai của IST Entertainment sau khi Apink ra mắt được 10 năm.

## Lịch sử

### Trước khi ra mắt
Lee Soojin, Shin Jiyoon và Park Soeun là những thí sinh của chương trình sống còn của JTBC với YG Entertainment hợp tác sản xuất là MIXNINE, với Lee Soojin là center của các thí sinh nữ khi chương trình lần đầu tiên ra mắt. Tuy nhiên, vào ngày 8 tháng 1 năm 2018, Lee Soojin đã rút khỏi chương trình sau chấn thương do tai nạn giao thông và cần phải phẫu thuật khẩn cấp.
Vào tháng 10 năm 2018, Fave Entertainment đã công bố kế hoạch ra mắt một nhóm nhạc nữ mới, tạm thời có tên là Favegirls (Hangul: 페이페). Đội hình bao gồm Lee Soojin, Shin Jiyoon, Monday, Park Soeun và Lee Jaehee. Sau đó, nhóm được đổi tên là PlayM Girls (Hangul: 플레이 엠) khi sát nhập Plan A Entertainment và Fave Entertainment, để thành lập Play M Entertainment, vào ngày 1 tháng 4 năm 2019. Hai thành viên Jihan và Zoa cũng được thêm vào đội hình sau đó.

### 2020: Ra mắt với EP đầu tiên 'We Are'và trở lại với EP thứ hai 'We Can'
Ngày 8 tháng 5 năm 2020, Play M Entertainment thông báo rằng PlayM Girls đã được xác nhận cho ra mắt vào tháng 6. Vào ngày 11 tháng 5, tên nhóm được tiết lộ là Weeekly, với tất cả bảy thành viên của nhóm và hình ảnh hồ sơ của họ được tiết lộ. Vào ngày 12 tháng 6, với EP đầu tay của nhóm We Are được thông báo sẽ lên kệ vào ngày 30 tháng 6, cùng với lịch phát hành.
Vào ngày 30 tháng 6, video âm nhạc cho bài chủ đề của EP, Tag Me (@Me), đã được phát hành. Sau 18  giờ tiếp theo, We Are được phân phối đưới dạng kỹ thuật số, với thành viên Shin Ji-yoon tham gia viết và sáng tác hai bài hát của EP. Cùng ngày, nhóm đã có một buổi giới thiệu với báo chí và một buổi giới thiệu và giao lưu với trực tiếp thông qua V Live, nhưng do một đám cháy đã bùng phát ở gần địa điểm diễn ra, buổi trực tiếp V Live  đã bị hủy bỏ.
Ngày 2 tháng 7, Weeekly xuất hiện trên M Countdown để bắt đầu chuỗi quáng bá trên các show âm nhạc hàng tuần trong vòng 1 tháng với Tag Me (3 tuần đầu) và Hello (2 tuần cuối), kết thúc vào ngày 2 tháng 8 trên Inkigayo.
Ngày 24 tháng 9, Weeekly đã công bố lịch comeback đối với album We Can, theo đó album và MV sẽ được ra mắt vào 6 giờ chiều ngày 13 tháng 10 năm 2020, comeback showcase là vào 8 giờ chiều cùng ngày.

### 2021: EP thứ ba ‘We Play', gia tăng độ phổ biến và trở lại với EP thứ tư 'Play Game: Holiday'
Weeekly thông báo comeback với EP thứ 3 We Play vào ngày 17 tháng 3 năm 2021 vào lúc 6 giờ chiều với bài hát chủ đề "After School".
Ngày 18 tháng 3, nhóm xuất hiện trên M Countrown  để bắt đầu chuỗi quảng bá kéo dài 3 tuần. 
Với After School, nhóm đã gia tăng được độ phổ biến nhất định với khán giá trong và ngoài Hàn Quốc. Nhóm trở thành nhóm nhạc Tân binh đầu tiên đạt no.1 Top 50 Viral Global của Spotify trong năm 2021.
Vào ngày 13 tháng 7 năm 2021, phía công ty chủ quản Play M Entertainment chính thức xác nhận Weeekly sẽ trở lại vào tháng 8 với một mini album mới. Vào ngày 15 tháng 7, nhóm đã tung poster thông báo trở lại vào lúc 6 giờ chiều ngày 4 tháng 8 với EP thứ 4 mang tên "Play Game: Holiday" kết thúc chuỗi 3 album We trước đó là We Are, We Can và We Play, với 5 ca khúc trong đó ca khúc chủ đề là "Holiday Party". Vào ngày 1 tháng 8, công ty chủ quản thông báo thành viên Shin Jiyoon sẽ không quảng bá album mới cùng với nhóm trên các show âm nhạc hàng tuần để điều trị chứng rối loạn lo âu. 

### 2022: Shin Jiyoon chính thức rời nhóm[20][21]
Vào tháng 2, thành viên Shin Jiyoon đã phải tạm dừng các hoạt động của mình một lần nữa, ngay trước khi Weeekly trở lại gần đây nhất với album đơn “Play Game: AWAKE” sau khi trở lại hoạt động cùng với vào tháng 12 năm 2021.
4 tháng sau, vào ngày 1 tháng 6, Jiyoon chính thức rời nhóm vì lý do sức khỏe. Theo đó, Weeekly sẽ tiếp tục hoạt động với đội hình 6 thành viên.
Công ty chủ quản của nhóm, IST Entertainment đã có tuyên bố gửi đến người hâm mộ:
“Xin chào. Đây là IST Entertainment.  
Chúng tôi muốn bày tỏ lòng biết ơn chân thành đến tất cả các Daileee vì tình yêu to lớn mà bạn dành cho Weeekly. Chúng tôi mang đến cho bạn thông báo đột ngột này với một trái tim nặng trĩu.  
Sau khi trải qua các triệu chứng lo âu căng thẳng trong quá trình quảng bá, Shin Jiyoon của Weeekly đã tạm dừng hoạt động hai lần vào mùa hè năm ngoái và mùa xuân năm nay để tập trung hoàn toàn vào việc điều trị và phục hồi.
Với phương châm sức khỏe của nghệ sĩ là ưu tiên hàng đầu, bản thân Jiyoon, gia đình, các bác sĩ chuyên gia và IST Entertainment đã thận trọng thảo luận về việc liệu cô ấy đã sẵn sàng để tiếp tục hoạt động của mình hay chưa. Tuy nhiên, chúng tôi đã quyết định rằng Jiyoon cần phải ở trong một môi trường mà cô ấy có thể hoàn toàn tập trung vào sức khỏe tinh thần của mình và tiếp tục tập trung vào việc điều trị.  
Do đó, kể từ ngày 1/6/2022, Jiyoon sẽ chính thức kết thúc các hoạt động của mình với tư cách là một thành viên của Weeekly. Weeekly sẽ tiếp tục hành trình với tư cách là một nhóm sáu thành viên.  
Chúng tôi chân thành xin lỗi vì đã khiến các bạn lo lắng, và chúng tôi cầu mong các bạn sẽ dành sự ủng hộ cho Jiyoon để cô ấy có thể lấy lại năng lượng tươi sáng và đáng yêu của mình. Hơn hết, chúng tôi hy vọng các bạn sẽ tiếp tục cổ vũ sáu thành viên, những người sẽ làm việc chăm chỉ để lấp đầy chỗ trống của “Thứ Tư”. 

## Danh sách thành viên
- In đậm là nhóm trưởng.

| Nghệ danh           | Nghệ danh | Nghệ danh    | Tên khai sinh | Tên khai sinh | Tên khai sinh  | Tên khai sinh | Tên khai sinh    | Vị trí                                 | Đại diện        | Đại diện  | Ngày sinh                   | Nơi sinh                                                      | Quốc tịch |
| Latinh              | Hangul    | Kana         | Latinh        | Hangul        | Kana           | Hanja         | Hán-Việt         | Vị trí                                 | Ngày trong tuần | Chòm sao  | Ngày sinh                   | Nơi sinh                                                      | Quốc tịch |
| Thành viên hiện tại |           |              |               |               |                |               |                  |                                        |                 |           |                             |                                                               |           |
| Lee Soojin          | 이수진    | イ・スジン   | Lee Soo-jin   | 이수진        | イ・スジン     | 李受珍        | Lý Thụ Trân      | Main Dancer, Sub Vocalist              | Chủ Nhật        | Mặt Trời  | 12 tháng 12, 2001 (23 tuổi) | Jamsil-dong, Songpa-gu, Seoul, Hàn Quốc                       | Hàn Quốc  |
| Monday              | 먼데이    | マンデー     | Kim Ji-min    | 김지민        | マンデー       | 金智敏        | Kim Trí Mẫn      | Main Vocalist, Main Dancer, Sub Rapper | Thứ Hai         | Mặt Trăng | 10 tháng 5, 2002 (23 tuổi)  | Sokcho-si, Gangwon-do, Hàn Quốc                               | Hàn Quốc  |
| Park Soeun          | 박소은    | パク・ソウン | Park So-eun   | 박소은        | パク・ソウン   | 朴昭垠        | Phác Chiêu Ngân  | Main Dancer, Lead Vocalist             | Thứ Năm         | Sao Mộc   | 26 tháng 10, 2002 (22 tuổi) | Sinchang-dong, Gwangsan-gu, Gwangju, Hàn Quốc                 | Hàn Quốc  |
| Lee Jaehee          | 이재희    | イ・ジェヒ   | Lee Jae-hee   | 이재희        | イ・ジェヒ     | 李在希        | Lý Tại Hy        | Lead Rapper, Sub Vocalist              | Thứ Bảy         | Sao Thổ   | 18 tháng 3, 2004 (21 tuổi)  | Daehwa-dong, Ilsan-gu, Goyang-si, Gyeonggi-do, Hàn Quốc       | Hàn Quốc  |
| Jihan               | 지한      | ジハン       | Han Ji-hyo    | 한지효        | ハン・ジヒョ   | 韓智效        | Hàn Trí Hiệu     | Lead Vocalist, Lead Dancer             | Thứ Ba          | Sao Hoả   | 12 tháng 7, 2004 (20 tuổi)  | Bisan-dong, Dongan-gu, Anyang-si, Gyeonggi-do, Hàn Quốc       | Hàn Quốc  |
| Zoa                 | 조아      | ゾア         | Cho Hye-won   | 조혜원        | チョ・ヘウォン | 趙慧溒        | Triệu Huệ Nguyên | Main Rapper, Sub Vocalist              | Thứ Sáu         | Sao Kim   | 31 tháng 5, 2005 (20 tuổi)  | Chunghyeon-dong, Seodaemun-gu, Seoul, Hàn Quốc                | Hàn Quốc  |
| Cựu thành viên      |           |              |               |               |                |               |                  |                                        |                 |           |                             |                                                               |           |
| Shin Jiyoon         | 신지윤    | シン・ジユン | Shin Ji-yoon  | 신지윤        | シン・ジユン   | 申智阭        | Thân Trí Doãn    | Lead Vocalist, Lead Dancer, Sub Rapper | Thứ Tư          | Sao Thủy  | 2 tháng 3, 2002 (23 tuổi)   | Seohyeon-dong, Bundang-gu, Seongnam-si, Gyeonggi-do, Hàn Quốc | Hàn Quốc  |

## Danh sách đĩa hát

### Đĩa mở rộng / EP/ Mini album
In đậm là bài hát chủ đề.
| Tiêu đề             | Chi tiết | Thứ hạng cao nhất | Doanh số      |
| Tiêu đề             | Chi tiết | KOR               | Doanh số      |
| We Are              | - Phát hành: ngày 30 tháng 6 năm 2020 - Công ty: PlayM Entertainment, Kakao M - Các định dạng: CD, tải xuống kỹ thuật số, phát trực tuyến Track listing 1. Weeekly Day 2. Universe 3. Tag Me (@Me) 4. Hello 5. Reality                   | 16                | - KOR: 21,450 |
| We Can              | - Phát hành: ngày 13 tháng 10 năm 2020 - Công ty: PlayM Entertainment, Kakao M - Các định dạng: CD, tải xuống kỹ thuật số, phát trực tuyến Track listing 1. Unnie 2. My Earth 3. Zig Zag 4. Top Secret 5. Weeekly                        | 10                | - KOR: 26,459 |
| We Play             | - Phát hành: ngày 17 tháng 3 năm 2021 - Công ty: PlayM Entertainment, Kakao M - Các định dạng: CD, tải xuống kỹ thuật số, phát trực tuyến Track listing 1. Yummy! 2. Lucky 3. After School 4. Uni 5. Butterfly                           | 10                | - KOR: 42,739 |
| Play Game : Holiday | - Phát hành: ngày 4 tháng 8 năm 2021 - Công ty: PlayM Entertainment, Kakao M - Các định dạng: CD, tải xuống kỹ thuật số, phát trực tuyến Track listing 1. Weekend 2. Check It Out 3. Holiday Party 4. La Luna 5. Memories of Summer Rain | 4                 | - KOR: 46,367 |

## Giải thưởng và đề cử

### Brand Of The Year Awards
| Năm  | Đề cử cho | Hạng mục                      | Kết quả   |
| ---- | --------- | ----------------------------- | --------- |
| 2020 | Weeekly   | Best Rookie Female Idol Award | Đoạt giải |
| 2021 | Weeekly   | Rising Star (Female)          | Đoạt giải |

### MelOn Music Awards
| Năm  | Đề cử cho | Hạng mục                        | Kết quả   |
| ---- | --------- | ------------------------------- | --------- |
| 2020 | Weeekly   | New Artist Of The Year - Female | Đoạt giải |

### Asia Model Awards
| Năm  | Đề cử cho | Hạng mục                      | Kết quả   |
| ---- | --------- | ----------------------------- | --------- |
| 2020 | Weeekly   | New Star Award - Female Group | Đoạt giải |

### The Fact Music Awards
| Năm  | Đề cử cho | Hạng mục       | Kết quả   |
| ---- | --------- | -------------- | --------- |
| 2020 | Weeekly   | Next leader    | Đoạt giải |
| 2021 | Weeekly   | Global Hottest | Đoạt giải |

### Mnet Asian Music Awards
| Năm  | Đề cử cho | Hạng mục                   | Kết quả   |
| ---- | --------- | -------------------------- | --------- |
| 2020 | Weeekly   | Best New Female Artist     | Đoạt giải |
| 2020 | Weeekly   | Worldwide Icon of the year | Đề cử     |

### Asia Artist Awards
| Năm  | Đề cử cho | Hạng mục | Kết quả   |
| ---- | --------- | -------- | --------- |
| 2021 | Weeekly   | New Wave | Đoạt giải |

## Chương trình phát sóng

### Truyền hình
| Năm  | Kênh | �Chương trình         | Thành viên     | Ghi chú   |
| ---- | ---- | --------------------- | -------------- | --------- |
|      | Mnet | TMI News              | Soojin, Jihan  |           |
| 2020 | KBS  | Idol On Quiz          | Soojin, Jihan  |           |
| 2021 | MBC  | King of Masked Singer | Monday, Zoa    | Giám khảo |
| 2021 | MBC  | King of Masked Singer | Monday         | Thí Sinh  |
| 2021 | MBC  | King of Masked Singer | Monday, Jaehee | Giám khảo |
| 2021 |      |                       |                |           |

### Trực tuyến
| Năm  | Kênh      | �Chương trình            | Thành viên | Ghi chú |
| ---- | --------- | ------------------------ | ---------- | ------- |
| 2020 | 1theK     | PlayM Hard Training Team | Tất cả     | [ 27 ]  |
| 2020 | 1theK     | WE CLEAR                 | Tất cả     |         |
| 2020 | 1theK     | My 1st time in my life   | Tất cả     |         |
| 2021 | tenseanTV | Weeekly Pencation        | Tất cả     |         |